# Pacy-sur-Eure (Pacy-sur-Eure)

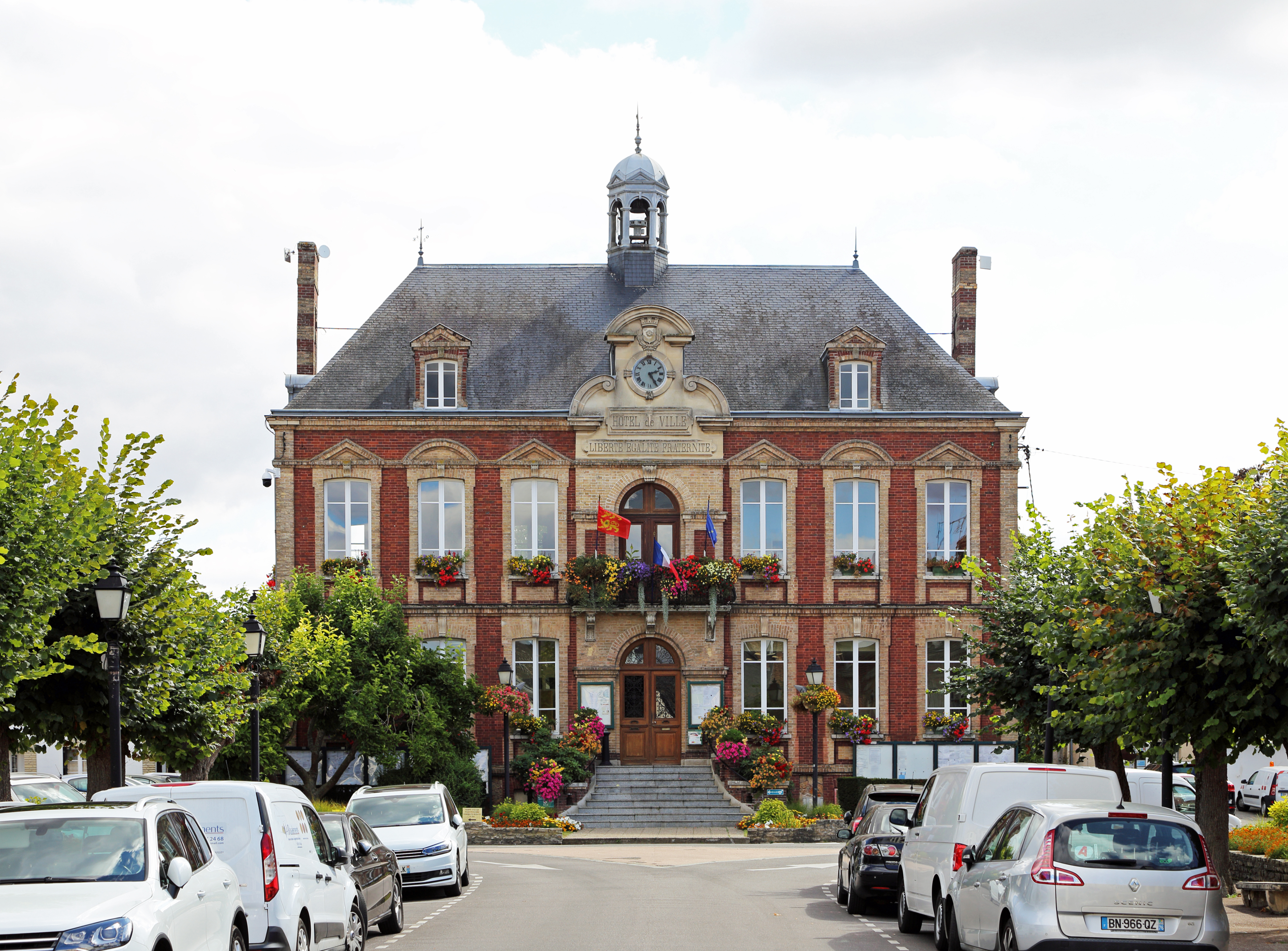
Rathaus

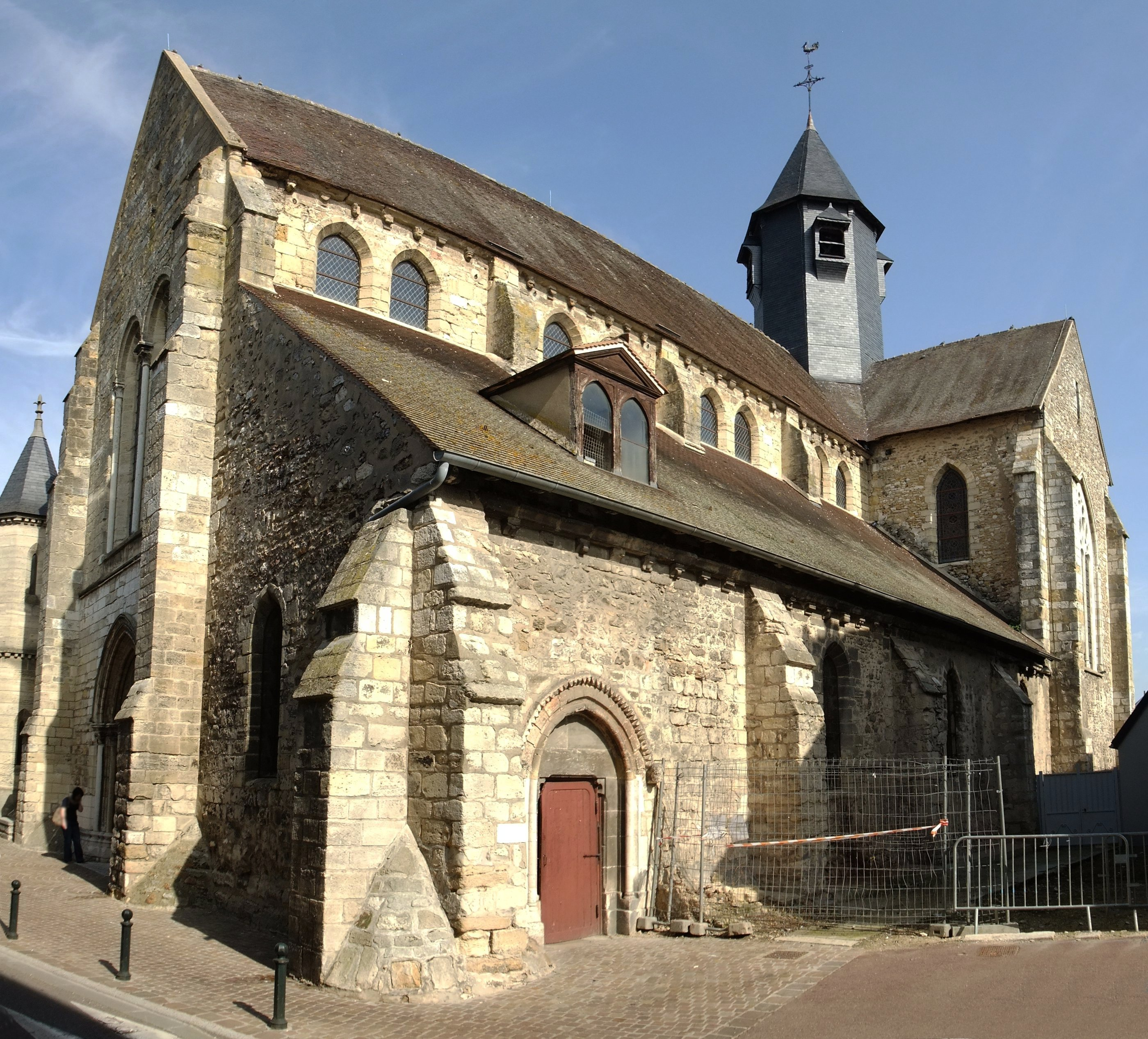
Kirche Saint-Aubin

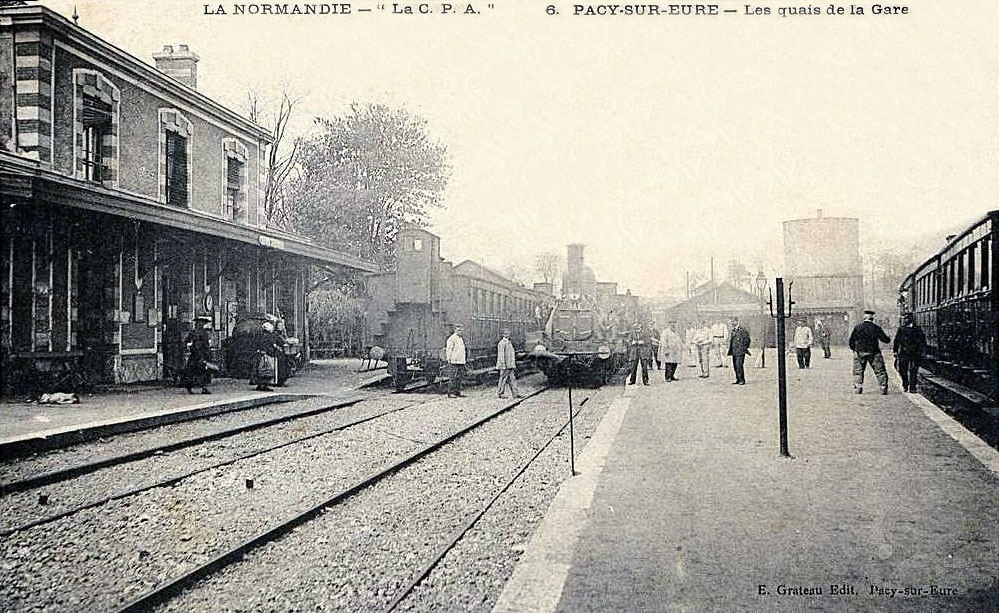
Bahnhof um 1900

Pacy-sur-Eure ist eine Ortschaft und eine ehemalige französische Gemeinde mit 4.479 Einwohnern (Stand: 1. Januar 2022) im Département Eure in der Region Normandie. Sie gehörte zum Arrondissement Évreux und zum Kanton Pacy-sur-Eure.
Mit Wirkung vom 1. Januar 2017 wurden die bis dahin selbstständigen Gemeinden Saint-Aquilin-de-Pacy und Pacy-sur-Eure zur namensgleichen „Commune nouvelle“ Pacy-sur-Eure zusammengeschlossen. Die früheren Gemeinden besitzen in der neuen Gemeinde den Status einer Commune déléguée. Der Verwaltungssitz befindet sich im Ort Pacy-sur-Eure.

## Lage
Der Ort liegt knapp 80 Kilometer nordwestlich von Paris am Ufer des Flusses Eure, wenige Kilometer südwestlich der Seine. Durch Pacy-sur-Eure führt die Nationalstraße 13, nahe am Ort vorbei Ort verläuft die Autobahn A 13.

## Geschichte
Im Jahr 57 v. Chr. und erneut 58 n. Chr. lehnten sich die gallischen Bewohner des kleinen Marktfleckens gegen die römischen Eroberer bzw. Besatzer auf. Während des 2. Jahrhunderts gingen sie in der Gallorömischen Kultur auf, was die Übernahme der Sprache, Gesetze, Religion, Gebräuche und Literatur umfasste.
Das 3. Jahrhundert brachte den Ort nacheinander unter die Herrschaft der Delmaten, Bataver, Sueben und Franken. Im 4. Jahrhundert verwüsteten die Hunnen unter Attila die Region, ein Jahrhundert später wurde der Frankenkönig Chlodwig I. Herrscher über das Gebiet, das ein Teil Neustriens wurde. Die Auseinandersetzungen zwischen den Reichsteilen Neustrien und Austrasien nach dem Tod Chlothar I. erschütterten ab dem Jahr 561 die Gegend.
Die Teilung des Fränkischen Reichs im Jahr 843 begünstigte das Vordringen der kriegerischen, auch Normannen genannten Wikinger. Am 9. Oktober 852 erreichten sie seineaufwärts die Gegend von Pacy, wo sie sich wenige Kilometer vom Ort entfernt niederließen. Bei ihrem Abzug im Juni des folgenden Jahres hinterließen sie Trümmer und ein verwüstetes Land ohne Vieh. Danach wurde in Pacy mit dem Bau der Burg begonnen.
Um Frieden zu schließen, vermählte Karl III. im Jahr 911 seine Tochter mit dem Normannenfürsten Rollo und gab ihm den zum Meer gewandten Teil Neustriens, der daraufhin Normandie genannt wurde. Pacy wurde nach einem weiteren Abkommen im Jahr 924 Teil des Herzogtums Normandie. 980 schenkte Herzog Richard I. Pacy seinem Schwager Herfast.
Bis zur Mitte des 20. Jahrhunderts stand in der Kirche Saint-Aubin eine Statue des heiligen Aubin von Angers, die als wundertätig galt. Im 19. Jahrhundert war der heilige Helier in Pacy-sur-Eure so beliebt, dass die Geistlichen seine Statue aus der Kirche entfernten, da sie der Meinung waren, die Verehrung ginge über das übliche religiöse Maß hinaus. Seitdem verlor er dort an Bedeutung.

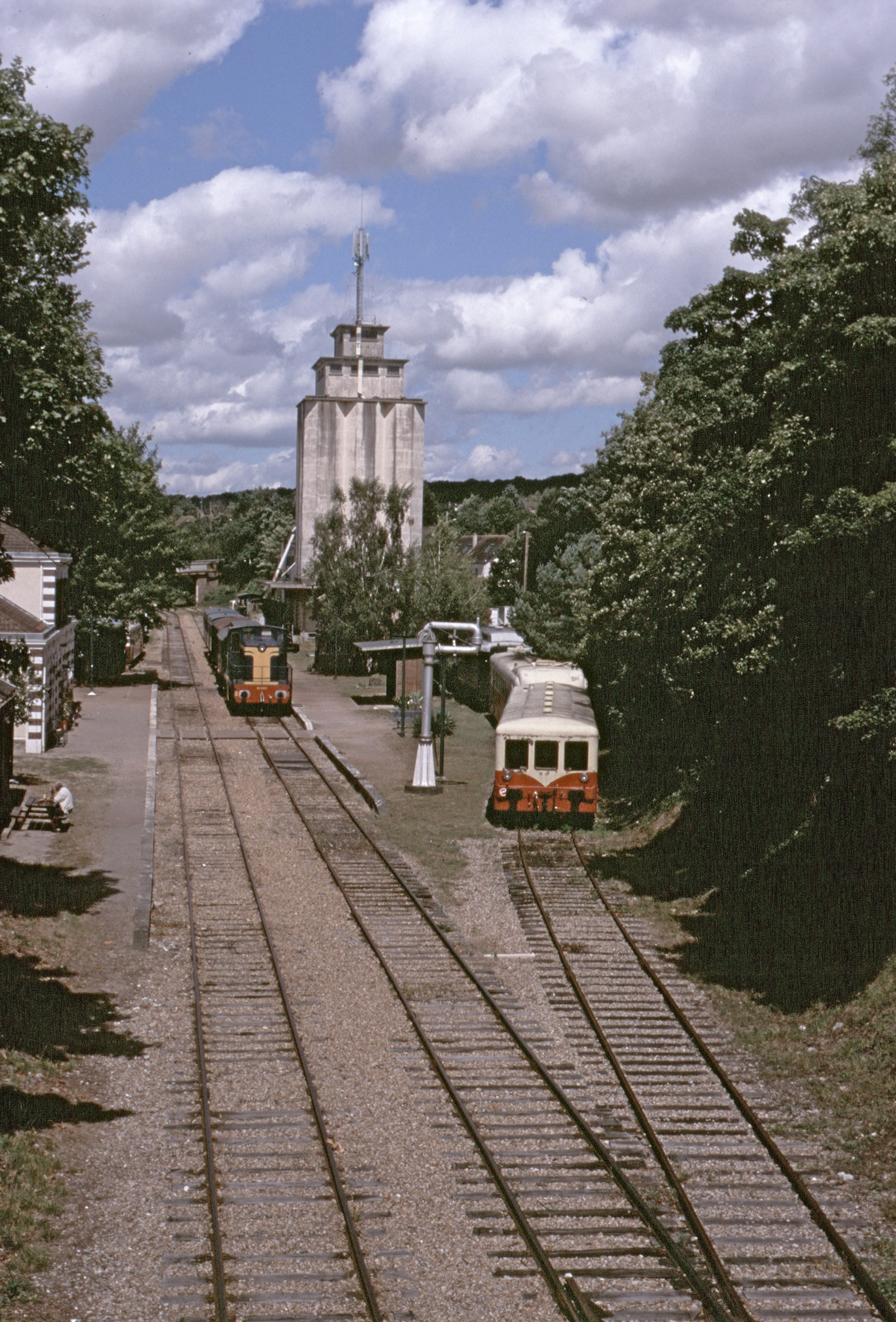
Bahnhof Pacy-sur-Eure der Museumsbahn Chemin de fer de la vallée de l‘Eure

Der Ort hat einen Bahnhof am von der Bahngesellschaft Compagnie du chemin de fer d’Orléans à Rouen am 1. Mai 1873 eröffneten Abschnitt Acquigny–Pacy-sur-Eure–Fermaincourt der 1885 vollendeten Bahnstrecke Rouen–Orléans. Zeitgleich wurde eine Zweigstrecke von Pacy-sur-Eure nach Vernon in Betrieb genommen. Im Jahr 1950 wurde der Personenverkehr eingestellt, 1989 der Abschnitt um Pacy stillgelegt. Seit 1996 verkehren dort touristische Züge der Museumsbahn Chemin de fer de la vallée de l‘Eure.

## Bevölkerungsentwicklung
- 1962: 2709
- 1968: 3213
- 1975: 3472
- 1982: 3650
- 1990: 4295
- 1999: 4.51
- 2017: 4542

## Kultur und Sehenswürdigkeiten
Pacy-sur-Eure ist mit drei „Blumen“ im Conseil national des villes et villages fleuris (Nationalrat der beblümten Städte und Dörfer) vertreten. Die Blumen werden im Zuge eines regionalen Wettbewerbs verliehen, wobei maximal drei Blumen erreicht werden können.

## Persönlichkeiten
- Henri Gault (1929–2000), Journalist und Gastronomiekritiker (Gault-Millau)